# Вомрат
Вомрат (нем. Womrath) — община в Германии, в земле Рейнланд-Пфальц. 
Входит в состав района Рейн-Хунсрюк. Подчиняется управлению Кирхберг.  Население составляет 209 человек (на 31 декабря 2010 года). Занимает площадь 8,39 км².